# Vicente Valero
Vicente Valero (* 1963 auf Ibiza) ist ein spanischer Schriftsteller und Übersetzer. Er wohnt auf der Baleareninsel Ibiza. Er schreibt vor allem Erzählungen, Lyrik und Essays und erhielt 2007 für sein Werk Días del bosque (Tage des Waldes) den Premio Loewe.

## Lyrik
1986 veröffentlichte er mit Jardín de la noche (Garten der Nacht) seinen ersten Lyrikband, dem später Herencia y fábula (Vermächtnis und Geschichten), 1989, Teoría solar (Solartheorie), 1992, Vigilia en Cabo Sur (Nachtwache am Cabo Sur), 1999, Libro de los trazados (Zeichenbuch), 2005, Días del bosque (Tage des Waldes), 2008 und Canción del distraído (Lied des Zerstreuten), 2015 folgten.
Seine Bücher Teoría solar und Días del bosque wurden jeweils mit dem Premio Loewe für junge Literaten 1992 und dem Premio Internacional Fundación Loewe 2008 ausgezeichnet.
Laut Ángel L. Prieto de Paula ist Valeros Lyrikwerk durch dessen meditativen Ton und das Wiederkehren dreier Leitthemen bestimmt: Subjekt, Natur und Kunst. Prieto de Paula betont auch, dass, nach eigener Aussage des Autors, seine lyrische Absicht „die Öffnung des wahrhaft Essentiellen, die Offenbarung des von der Lyrik gegründeten Raums und die Sprache, die der Zeit zeigt, was sie zeigt“ ist.

## Essays
In seinem ersten Essay, Experiencia y pobreza, Walter Benjamin en Ibiza, 1932–1933 (Península, 2001, neu aufgelegt 2017) beschäftigt er sich mit der Beziehung des Denkers zu Ibiza. Das Thema Ibiza steht auch im Mittelpunkt seines darauffolgenden Essays, Viajeros contemporáneos: Ibiza, siglo XX (Pre-textos, 2004), in dem er sich mit der Beziehung verschiedener Schriftsteller und Philosophen zur Insel Ibiza auseinandersetzt, unter anderem Santiago Rusiñol, Vicente Blasco Ibáñez, Walter Benjamin, Raoul Hausmann, Pierre Drieu la Rochelle, Gisèle Freund, Albert Camus, und viele weitere.
Zur Person Walter Benjamins kehrte er 2008 zurück, als er die Korrespondenz des Philosophen während seines Aufenthalts auf Ibiza herausgab, eine Zeit, die er bereits in seinem Essay von 2001 untersucht hatte. Er würde noch einmal zu Benjamin zurückkehren: In Duelo de alfiles (Periférica, 2018) behandelt er mit großer Aufmerksamkeit und Detailgenauigkeit spezifische Episoden im Leben mehrerer historischer Figuren, unter ihnen Nietzsche, Rilke, Kafka, Benjamin und Brecht.
Im Jahr 2021 veröffentlichte er das Breviario provenzal, ein Werk, das eine Faszination für das Licht und das Geheimnis der genannten französischen Region ausstrahlt.

## Erzählungen
Sein erstes veröffentlichtes erzählerisches Werk war Diario de un acercamiento (Pre-Textos, 2008), ein belletristisches Werk, das essayistisches Schreiben mit Reiseberichten und Memoiren mit autobiografischen Untertönen verbindet.
Sein erster Roman war Los extraños (Periférica, 2014). Danach veröffentlichte er El arte de la fuga (Periférica, 2015), ein Buch mit drei verschiedenen Teilen, in deren Mittelpunkt drei Dichter stehen: Sie präsentieren fiktiv drei historische Episoden mit Johannes vom Kreuz, Hölderlin und Fernando Pessoa. Diesem Werk folgen Las transiciones (Periférica, 2016) und Enfermos antiguos (Periférica, 2020), die Rückkehr nach Ibiza und in die Kindheit in der späten Franco-Diktatur.

## Übersetzung
Valero hat außerdem den poetischen Band El desert des aus Ibiza stammenden Autors Antoni Marí übersetzt, der 1998 in einer zweisprachigen Ausgabe unter El desierto erschienen ist.
Erschienen beim Berenberg Verlag sind „Die Fremden“ (2017) und „Krankenbesuche“ (2022).

## Werke

### Lyrik
- Canción del distraído (Vaso Roto, 2015)
- Día del bosque (Visor, 2008); Premio Internacional Fundación Loewe
- Libro de los trazados (Tusquets, 2005)
- Vigilia en Cabo Sur (Tusquets, 1999)
- Teoría solar (Visor, 1992); Premio Loewe a la Creación Joven
- Herencia y fábula (Ediciones Rialp, 1989)
- Jardín de la noche (Ediciones del Serbal, 1986)

### Erzählungen
- Enfermos antiguos (Periférica, 2020)
- Las transiciones (Periférica, 2016)
- El arte de la fuga (Periférica, 2015)
- Los extraños (Periférica, 2014)
- Diario de un acercamiento (Pre-Textos, 2008)

### Essays
- Breviario provenzal (Periférica, 2021)
- Duelo de alfiles (Periférica, 2018)
- Viajeros contemporáneos: Ibiza, siglo XX (Pre-textos, 2004)
- Experiencia y pobreza, Walter Benjamin en Ibiza, 1932–1933 (Península, 2001) (reed. Periférica, 2017)

### Sonstiges
- Walter Benjamin: Cartas de la época de Ibiza (ed. e intr., Vicente Valero; trad. Germán Cano y Manuel Arranz) (Pre-textos, 2008)

## Belege
1. ↑  Vicente Valero gana el Premio Loewe de Poesía con su obra 'Días del bosque'. 23. November 2007, abgerufen am 22. Juni 2024 (spanisch).
2. 1 2  Ángel L. Prieto de Paula: Lo esencial verdadero. In: El País. 4. März 2005, ISSN 1134-6582 (elpais.com [abgerufen am 21. Oktober 2022]).
3. ↑  Vicente Valero: Herencia y fábula. 1. Auflage. Ediciones Rialp, 1989, ISBN 84-321-2519-9.
4. ↑  Vicente Valero: Teoría solar. Visor, 1992, ISBN 84-7522-297-8.
5. ↑  Vicente Valero: Vigilia en Cabo Sur. 1. Auflage. Tusquets Editores, 1999, ISBN 84-8310-627-2.
6. ↑  Vicente Valero: Libro de los trazados. 1. Auflage. Tusquets Editores, 2005, ISBN 84-8310-989-1.
7. ↑  Vicente Valero: Días del bosque. Visor, 2008, ISBN 84-7522-676-0.
8. ↑  Vicente Valero: Canción del distraído. 1. Auflage. Vaso Roto Ediciones, 2015, ISBN 978-84-15168-89-8.
9. ↑  Vicente Valero obtiene el XX Premio Internacional de Poesía Fundación Loewe. Abgerufen am 21. Oktober 2022.
10. ↑  Valero Vicente: Experiencia Y Pobreza: Walter Benjamin En Ibiza 1932–1933. 1. Auflage. Ediciones Península, 2001, ISBN 84-8307-353-6.
11. ↑  Vicente Valero: Experiencia Y Pobreza: Walter Benjamin En Ibiza. Editorial Periférica, 2017, ISBN 978-84-16291-59-5.
12. ↑  Vicente Valero: Viajeros Contemporáneos: Ibiza Siglo XX. 1. Auflage. Editorial Pre-Textos, 2004, ISBN 84-8191-622-6.
13. ↑  Walter Benjamin: Cartas de la época de Ibiza.Traducción de Germán Cano y Manuel Arranz. Edición e introducción de Vicente Valero. Pre-Textos, Valencia 2008.
14. ↑  Pedro Zarraluki: El miserable pescador de langostas. In: El País. 6. Mai 2001, ISSN 1134-6582 (elpais.com [abgerufen am 21. Oktober 2022]).
15. ↑  Vicente Valero: Duelo de alfiles. Periférica, 2018, ISBN 978-84-18264-19-1.
16. ↑  Editorial Periférica. Abgerufen am 21. Oktober 2022.
17. ↑  Vicente Valero: Breviario provenzal. 2021, ISBN 978-84-18264-99-3.
18. ↑  Rubén Amón: Sainte Victorie: la montaña que hechizó a Cézanne (y a Picasso). 25. Juni 2021, abgerufen am 21. Oktober 2022 (spanisch).
19. ↑  Vicente Valero: Diario De Un Acercamiento (2004-2006). 1. Auflage. Pre-Textos, 2008, ISBN 84-8191-847-4.
20. ↑  Vicente Valero: Los Extraños. 1. Auflage. Editorial Periférica, 2014, ISBN 978-84-92865-87-1.
21. ↑  Vicente Valero: El Arte De La Fuga. 1. Auflage. Editorial Periférica, 2015, ISBN 978-84-16291-10-6.
22. ↑  Alberto Manguel: Tres reales vidas imaginarias. In: El País. 6. Oktober 2015, ISSN 1134-6582 (elpais.com [abgerufen am 22. Oktober 2022]).
23. ↑  Vicente Valero: Las Transiciones. 1. Auflage. Editorial Periférica, 2016, ISBN 978-84-16291-33-5.
24. ↑  Vicente Valero: Enfermos antiguos. Editorial Periférica, 2020, ISBN 978-84-18264-04-7.
25. ↑  Andrea Aguilar: De visita por la Ibiza tardofranquista. In: El País. 28. Februar 2020, ISSN 1134-6582 (elpais.com [abgerufen am 22. Oktober 2022]).
26. ↑  Javier Goñi: Antoni Marí evoca el desierto como espacio de la poesía. In: El País. 21. Juni 1999, ISSN 1134-6582 (elpais.com [abgerufen am 22. Oktober 2022]).

| Personendaten    | Personendaten                                       |
| ---------------- | --------------------------------------------------- |
| NAME             | Valero, Vicente                                     |
| KURZBESCHREIBUNG | spanischer Schriftsteller, Professor und Übersetzer |
| GEBURTSDATUM     | 1963                                                |
| GEBURTSORT       | auf Ibiza                                           |